# Reconstrucionismo politeísta

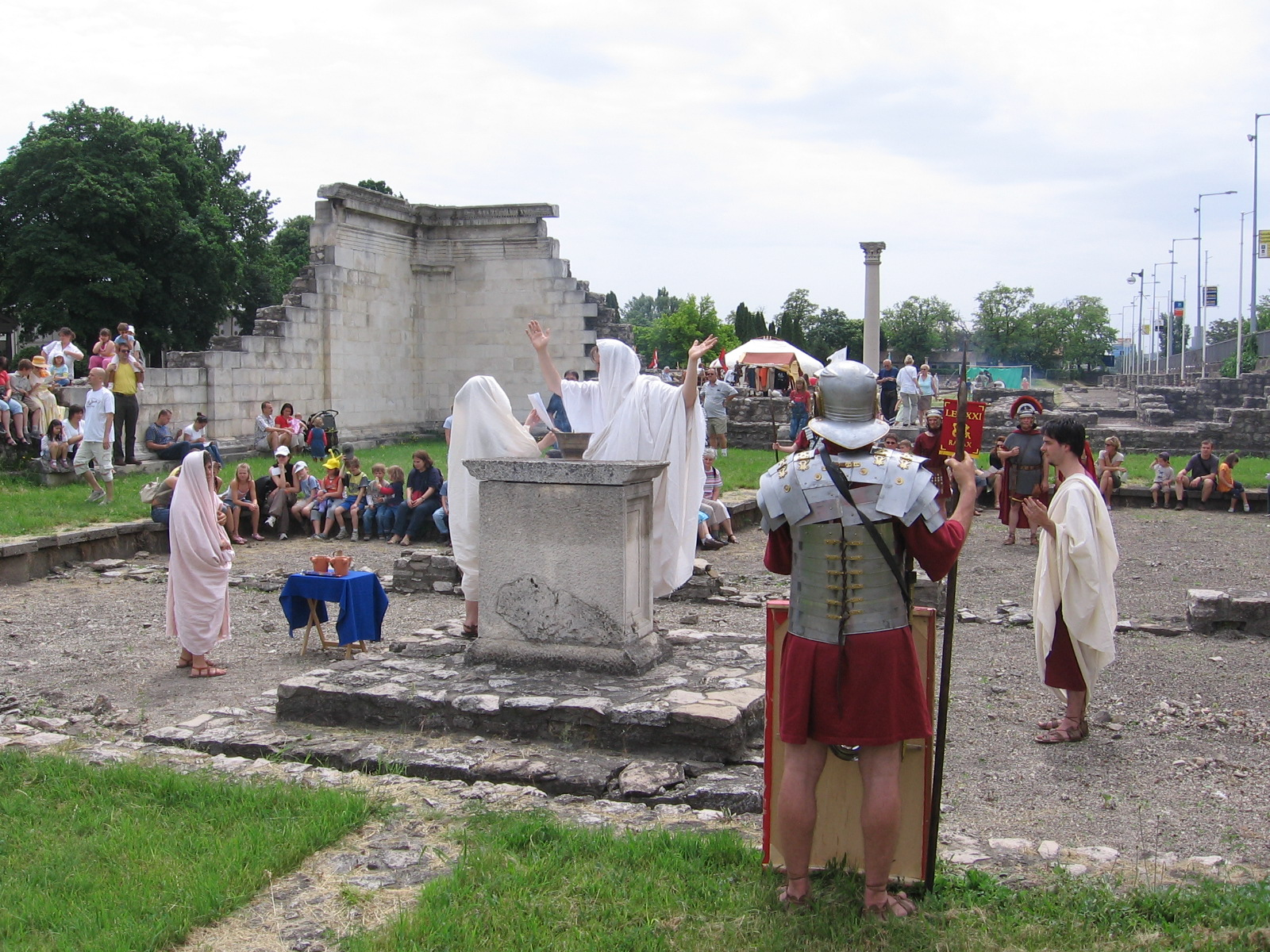
Sacrifício de Nova Roma para Concórdia em Aquinco (Budapeste), Florália 2008.

O reconstrucionismo politeísta (ou simplesmente Reconstrucionismo) é uma abordagem ao paganismo moderno primeiro emergente no final de 1960 a inícios de 1970, e ganhou força na década de 1990 a década de 2000. O Reconstrucionismo tenta restabelecer religiões politeístas históricas no mundo moderno através de uma redescoberta dos rituais, práticas e visões de mundo contextuais das religiões pagãs pré-cristãs. Este método contrasta com outros movimentos sincréticos neopagãos como a Wicca, a Ásatrú, o Druidismo, também havendo outras correntes, não excluindo também movimentos extáticos/esotéricos como misticismo germânico e a Teosofia.
Embora a ênfase na precisão histórica possa implicar na reconstituição histórica, a diferença entre esses dois movimentos pode ser resumida como uma intenção. A Reencenação Histórica busca a precisão histórica como um objetivo em si. Por outro lado, um neopagão reconstrucionista vê a precisão histórica como um meio para o fim de estabelecer uma relação harmoniosa entre uma comunidade de crenças e os deuses.

## História
D. H. Lawrence coloca um esboço de um programa de ficção na boca de um personagem em The Plumed Serpent (publicado em 1926):

Então, se eu quiser que mexicanos conheçam o nome de Quetzalcoatl, é porque eu quero que eles falem as línguas de seu próprio sangue. Gostaria que o mundo Teutônico pudesse mais uma vez pensar em termos de Thor e Wotan, e a árvore Yggdrasil. E eu queria que o mundo Druida visse, honestamente, que no visco está o seu mistério, e que eles próprios são os Tuatha Dé Danann, vivos, mas submersos. E um novo Hermes deve voltar para o Mediterrâneo, e uma nova Astarte para Tunis; e Mitras novamente para a Pérsia, e da Brama ininterrupta para a Índia, e o mais velho dos dragões para a China.

O termo "Paganismo Reconstrucionista" foi provavelmente inventado por Isaac Bonewits no final da década de 1970. Bonewits disse que ele não tem certeza se "pegou esse uso do termo de um ou mais dos outros movimentos neopagãos culturalmente focados da época, ou se [ele] apenas aplicou em um romance de moda". Margot Adler usou mais tarde o termo "Reconstrucionistas Pagãos" na edição de 1979 de Drawing Down the Moon para se referir àqueles que pretendiam aderir a algum tipo de religião histórica. Esta ênfase na reconstrução está em contraste ostensivo para abordagens mais fantasiosas do "paganismo" no Romantismo, como se vê, por exemplo, no misticismo germânico.

## Reconstrucionismo e Neopaganismo
Linzie (2004) enumera a diferença entre o politeísmo reconstrucionista moderno, (tais como o Dodecateísmo), com o paganismo "clássico" como encontrado nos movimentos do século dezoito a meados do vinte, (incluindo o neopaganismo germânico, neodruidismo inicial e Wicca). Aspectos das anteriores, não encontradas nas tardias, são como segue:
1. Não há nenhuma tentativa de recriar um Paganismo Pan-europeu combinado.
2. Pesquisadores tentam ficar dentro das diretrizes de pesquisa desenvolvidas ao longo do século passado para lidar com a documentação gerada nos períodos de tempo que eles estavam estudando.
3. Uma abordagem multi-disciplinar é utilizada de valorização dos resultados de diversas áreas como pesquisa histórica literária, antropologia, história religiosa, história política, arqueologia, antropologia forense, sociologia histórica, etc. com uma tentativa ostensiva para evitar pseudociências.
4. Há sérias tentativas de recriar a cultura, a política, a ciência, e a arte do período, a fim de compreender melhor o ambiente em que as crenças religiosas eram praticadas.[4]

O uso dos termos "Pagão" e "Neopagão" para aplicar aos reconstrucionistas politeístas é controverso. Alguns grupos reconstrucionistas, religiosos étnicos e indígenas têm um grande problema com a ser referidos como "pagãos" ou "neopagãos", vendo "Pagão" como um termo pejorativo usado no passado por instituições que tentam destruir suas culturas e religiões. Além disso, reconstrucionistas podem optar por rejeitar os termos "Pagão" e "Neopagão", a fim de distanciar-se de aspectos do Neopaganismo popular, tais como o ecletismo, apropriação cultural, a prática da magia, e uma tendência a realizar rituais dentro de um formato de wiccano derivado, que eles acham irrelevante ou até mesmo hostil à sua prática religiosa.
Mesmo entre aqueles grupos reconstrucionistas que se vêem como parte de um espectro, pagão ou neopagão, mais amplo ou que simplesmente vêem alguns membros da comunidade pagã como aliados, ainda há uma recusa em aceitar ou identificar-se com o que vêem como os aspectos mais problemáticos dessa comunidade, como o ecletismo acima referido, apropriação cultural ou as inspirações estruturas wiccanas de rituais. Muitos Reconstrucionistas Politeístas vêem o Reconstructionismo como o antigo atual na comunidade pagã, e não estão dispostos a desistir dessa parte de sua história, simplesmente porque os movimentos ecléticos atualmente estão mais na moda.

## Religiões abrangentes
- Árabe: Wathanismo
- Armênia: Hetanismo [en]
- Báltica: Neopaganismo báltico [en]
- Canária: Igreja do Povo Guanche [en]
- Caucasiana: Neopaganismo caucasiano [en]
- Celta: Neopaganismo celta
- Egípcia: Kemetismo
- Eslava: Neopaganismo eslavo
- Germânico e Nórdico: Neopaganismo germânico
- Grega: Dodecateísmo
- Húngara: Neopaganismo húngaro [en]
- Ítalo-romana: Neopaganismo ítalo-romano[8]
- Romena: Zalmoxianismo [en]
- Semítica: Neopaganismo semita [en]
- Urálica: Neopaganismo urálico [en]